# العلاقات السيشلية الفانواتية
العلاقات السيشلية الفانواتية هي العلاقات الثنائية التي تجمع بين سيشل وفانواتو.

## مقارنة بين البلدين
هذه مقارنة عامة ومرجعية للدولتين:
| وجه المقارنة                                              | سيشل                                                | فانواتو                                  |
| --------------------------------------------------------- | --------------------------------------------------- | ---------------------------------------- |
| المساحة (كم2)                                             | 459                                                 | 12.19 ألف                                |
| عدد السكان (نسمة)                                         | 95.84 ألف                                           | 276.24 ألف                               |
| الكثافة السكانية (ن./كم²)                                 | 20.88 ألف                                           | 22.66                                    |
| العاصمة                                                   | فيكتوريا                                            | بورت فيلا                                |
| اللغة الرسمية                                             | لغة فرنسية، لغة إنجليزية، اللغة الكريولية السيشيلية | اللغة البسلاما، لغة فرنسية، لغة إنجليزية |
| العملة                                                    | روبية سيشلية                                        | فاتو فانواتي                             |
| الناتج المحلي الإجمالي (بليون دولار)                      | 1.49 مليار                                          | 862.88 مليون                             |
| الناتج المحلي الإجمالي (تعادل القوة الشرائية) بليون دولار | 2.54 مليار                                          | 790.76 مليون                             |
| الناتج المحلي الإجمالي الاسمي للفرد دولار أمريكي          | 15.48 ألف                                           | 2.81 ألف                                 |
| الناتج المحلي الإجمالي للفرد دولار أمريكي                 | 26.42 ألف                                           | 3.03 ألف                                 |
| مؤشر التنمية البشرية                                      | 0.772                                               | 0.594                                    |
| رمز المكالمات الدولي                                      | +248                                                | +678                                     |
| رمز الإنترنت                                              | .sc                                                 | .vu                                      |
| المنطقة الزمنية                                           | ت ع م+04:00                                         | ت ع م+11:00                              |

## منظمات دولية مشتركة
يشترك البلدان في عضوية مجموعة من المنظمات الدولية، منها:
| علم المنظمة | اسم المنظمة                                 | تاريخ انضمام سيشل | تاريخ انضمام فانواتو |
| ----------- | ------------------------------------------- | ----------------- | -------------------- |
|             | يونسكو                                      | 18 أكتوبر 1976    | 10 فبراير 1994       |
|             | مؤسسة التمويل الدولية                       | 11 يونيو 1981     | 28 سبتمبر 1981       |
|             | منظمة حظر الأسلحة الكيميائية                | 29 أبريل 1997     | ?                    |
|             | وكالة ضمان الاستثمار متعدد الأطراف          | 15 سبتمبر 1992    | 27 يوليو 1988        |
|             | الاتحاد البريدي العالمي                     | ?                 | ?                    |
|             | الاتحاد الدولي للاتصالات                    | 17 سبتمبر 1999    | 30 مارس 1988         |
|             | الأمم المتحدة                               | 21 سبتمبر 1976    | 15 سبتمبر 1981       |
|             | البنك الدولي للإنشاء والتعمير               | 29 سبتمبر 1980    | 28 سبتمبر 1981       |
|             | مجموعة دول أفريقيا والكاريبي والمحيط الهادئ | ?                 | ?                    |
|             | تحالف الدول الجزرية الصغيرة                 | ?                 | ?                    |
|             | دول الكومنولث                               | 1976              | ?                    |